# Monceau-le-Neuf-et-Faucouzy
Monceau-le-Neuf-et-Faucouzy är en kommun i departementet Aisne i regionen Hauts-de-France i norra Frankrike. Kommunen ligger  i kantonen Sains-Richaumont som ligger i arrondissementet Vervins. År 2022 hade Monceau-le-Neuf-et-Faucouzy 321 invånare.

## Befolkningsutveckling
Antalet invånare i kommunen Monceau-le-Neuf-et-Faucouzy
Referens: INSEE